# Jakub kłamca (film 1999)
Jakub kłamca (oryg. Jakob the Liar) – film z 1999 roku w reżyserii Petera Kassovitza. Ekranizacja powieści Jurka Beckera znanej w Polsce jako "Jakub łgarz".

## Opis fabuły
Rok 1944. Żyd z getta przypadkowo słyszy komunikat radiowy o zwycięstwie wojsk sowieckich nad Niemcami. Zdobytymi informacjami dzieli się z innymi mieszkańcami getta i widzi, jak dzięki nim odzyskują oni nadzieję na przetrwanie i wolę walki. Zdaje sobie sprawę, że odtąd nie ma innego wyjścia jak kłamać. Udając, że ma dostęp do radia, którego posiadanie jest karane śmiercią, fabrykuje komunikaty o coraz częstszych klęskach wojsk niemieckich.

## Obsada
- Robin Williams – Jakob Heym
- Hannah Taylor-Gordon – Lina Kronstein
- Éva Igó – Matka Liny
- István Bálint – Ojciec Liny
- Justus von Dohnanyi Justus – Preuss
- Kathleen Gati – Prostytutka
- Bob Balaban – Kowalsky
- Alan Arkin – Max Frankfurter
- Grażyna Barszczewska - pani Frankfurter
- Michael Jeter – Avron
- Mirosław Zbrojewicz – oficer SS

## Zdjęcia
Zdjęcia realizowane były na terenie Węgier (Budapeszt) i Polski (Piotrków Trybunalski, Łódź).